# Preludi i fuga en do sostingut menor, BWV 849

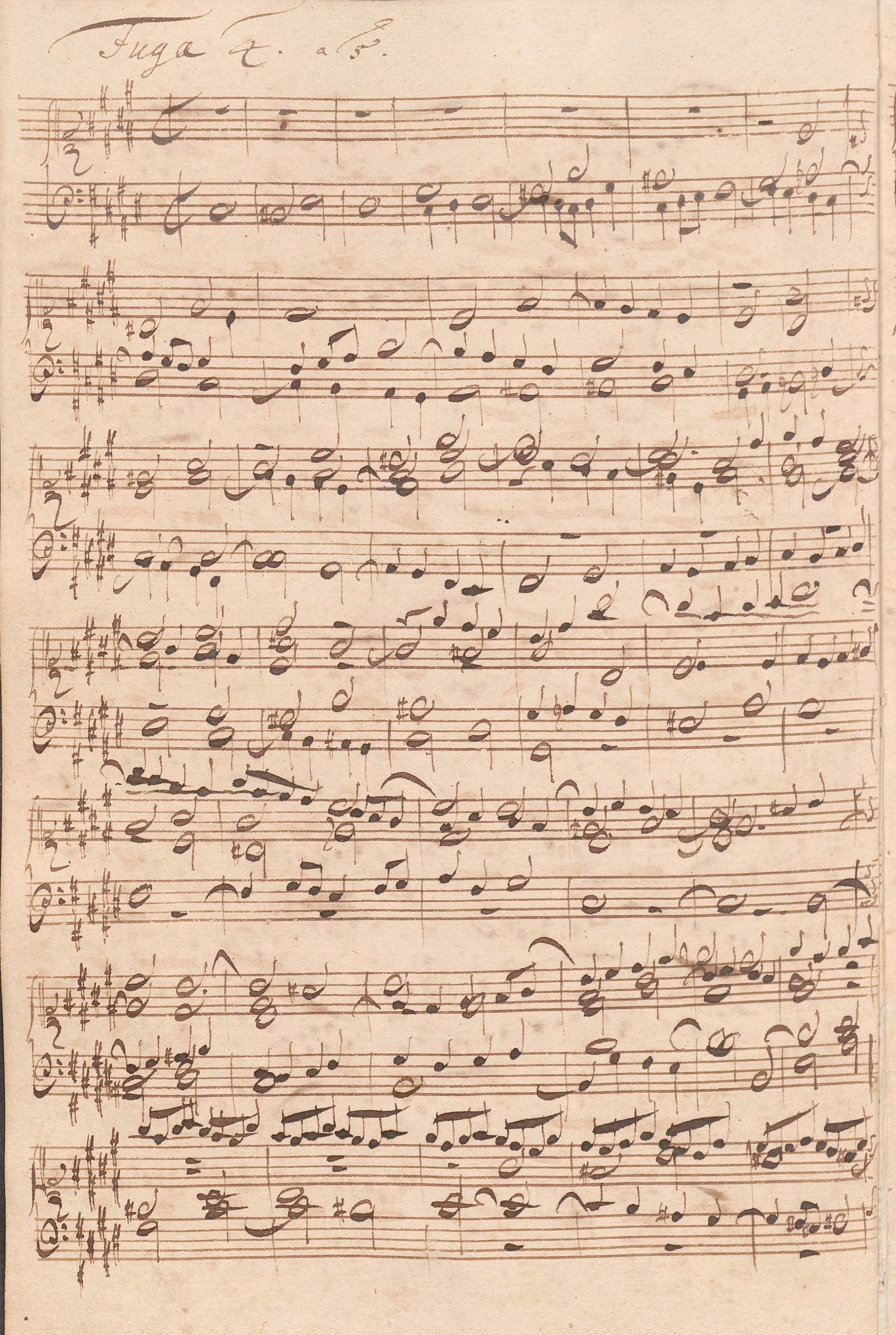
Primera pàgina de la fugue en ut-sostingut major, del manuscrit P 401 (Biblioteca d'Estat de Berlín P 401, foli 9b).

El "Preludi i fuga en do sostingut menor", BWV 849 és la quarta parella de preludis i fugues del primer llibre del Teclat ben temprat de Johann Sebastian Bach.
Aquest preludi i fuga és una de les peces imponents d'aquest primer quadern, sobretot per a la seva immensa fuga a cinc veus. Les dues peces formen un conjunt d'una homogeneïtat rellevant, i cadascuna evoca la polifonia vocal i el caràcter sagrat: el preludi és com una meditació i la triple fuga a cinc veus és una de les que Bach vertebra de manera més intel·ligent; és una mostra magnífica de l'antic ricercare.

## Preludi
El preludi, en compàs 6/4, consta de 39 compassos. És com "una meditació sublim on el tema pot ser el de la Passió". Està construït de manera similar al preludi en mi major (el seu relatiu major), però en aquest cas és més sofisticat. Malgrat el seu arioso ple de tensions emocionals (amb un ritme de siciliana), és una peça amb una textura polifònica a l'estil d'una invenció: "Cada veu, al seu torn, rep una part d'aquesta onada mòbil; o, en altres moments, aconsegueix esperar mantenint valors de durada llargs, fins que s'arriba a un acord vibrant, a una precisa dissonància o a una resolució pertinent".. Adornaments i appoggiatures només apareixen en el manuscrit P 415.

## Fuga
La fuga a cinc veus, en compàs 2/2, té 115 compassos. És una de les més llargues i riques, i una de les més elaborades del llibre.
Bach va compondre una obra monumental seguint l'antiga tradició contrapuntísitca. Dins El clavecí ben temprat només hi ha una altra fuga a cinc veus, la BWV 867 en si bemoll menor. També apareix en altres obres clarament reservades als grans moments de la música religiosa: la Missa en si menor (el segon Kyrie), Magnificat i el motet BWV 227, «Jesu, meine Freude».
Tot i que sembla una triple fuga (té tres temes), no ho és del tot, ja que només el primer tema té la seva exposició. És més com una fuga amb dos contratemes obligats, i el segon tema rarament és utilitzat. Les triples fugues eren escasses en l'època de Bach i en la seva obra per a orgue només hi ha dos exemples: la Fuga en do major, BWV 547 i la Fuga en mi bemoll major, BWV 552. En El clavecí ben temprat, només hi la fuga en do sostingut menor, BWV 849, del primer llibre, i la fuga en fa sostingut menor, BWV 883, del segon llibre.
El tema de cinc notes, un dels més curts de les 48 fugues de l'obra, és un motiu en quiasme, que evoca simbòlicament la crucifixió de Jesús. Està present en partitures a partir de l'obra de Josquin Des Prés, aquest motiu simbòlic és utilitzat sobretot per Kerll en el Crucifixus d'una missa, per Muffat (Sonata II de la Armonico tributo), per Biber a les Sonates del Rosaire, per Corelli (Grave de l'opus 6 núm. 3) i, és dimensió sagrada de l'art de Bach, un cantor de la passió de Jesús.
El tema presenta semblances amb el Recercar I de Frescobaldi, també descrit com una triple fuga. La indicació mètrica allabreve, al mateix temps que el tema, evoca l'escriptura dels ricercare del  XVII, sobretot els de Froberger. En el cas de Bach, hi ha un exemple d'una doble fuga en fa per a orgue, la BWV 540, dins el stile antico.
La peça està articulada en tres seccions. La primera (compassos 1–34), severa, d'una escriptura coral estricta en rodones, blanques i negres, presenta l'exposició del tema i la seva resposta en una pujada des del baix fins al soprano, amb una irregularitat en la veu de contralt (compàs 13). Acaba en mi major. La segona, més lluminosa, comença en un segon divertiment en l'estil imitatiu (compas 35) i reserva deu combinacions dels tres temes (el tercer entra en el compàs 49). L'última és introduïda per l'entrada del tema en el baix (compàs 73).
El motiu BACH, transportat, apareix tres vegades. La primera, en un moviment retrògrad (compàs 41, baix); després en el compàs 48 (soprano) i el 64 (contralt). Un altre, que consisteix en una escala descendent cromàtica de blanques, és utilitzat dues vegades (compassos 69–72 i 102–105), sempre en la veu de la soprano.
En el compàs 94, Bach abandona el segon tema i es llança a un stretto amb imitacions canòniques, on combaten el tema principal i el tercer tema, que apareix tres vegades de manera repetida. Els últims compassos fan ús del pedal i a continuació hi ha un doble pedal de tònica de quatre compassos (soprano, baix), i deixa que les veus intermèdies concloguin (la contralt presenta el tema una darrera vegada), fins l'arribada d'una tercera picarda. El doble pedal evoca una destinació per a l'orgue, un element reforçat per la presentació del tema en un registre molt greu en el compàs 73.

## Antecedents i versions

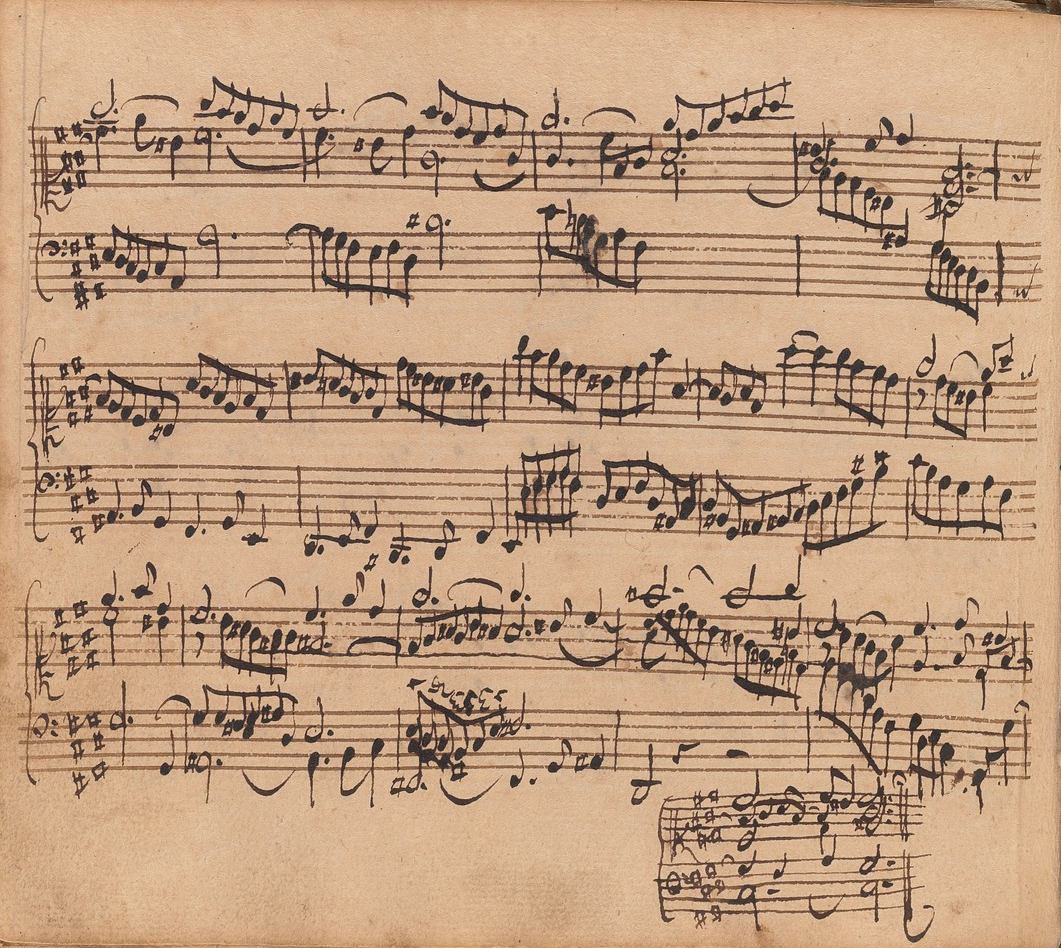
Últimes pàgines del preludi BWV 849 en la versió del Clavier-Büchlein vor Wilhelm Friedemann Bach (1720).

El preludi apareix en el Clavier-Büchlein vor Wilhelm Friedemann Bach (1720), en el núm. 22. És el quart (do major, mi menor, fa menor) i la darrera de les tonalitats més complexes i suposa un desenvolupament de la música de manera més expressiva, després de les primeres peces..
Théodore Dubois va realitzar una versió per a piano a quatre mans, publicada l'any 1914.